# 김시현 (기업인)
김시현(金時鉉, 생년 미상 ~ 1911년 7월 27일 혹은 7월 29일)은 일제강점기 초기의 기업인이다.

## 생애
경기도 개성 출신이다. 한성부의 남대문시장에서 육의전 중 하나인 백목전을 경영하며 부를 축적한 대표적인 어용 상인이었다.
1905년 내장원사로 임명되어 남대문시장의 전신인 선혜청의 창내장에서 세금을 걷는 일을 담당했다. 1906년 대한천일은행의 주주, 1907년 호남철도주식회사 정리위원, 1908년 동양화재보험주식회사 발기인, 주식회사 한일은행 감사역, 1909년 대한운수회사] 회계장 등을 지냈다.
이 무렵 한일 병합 조약의 체결을 위한 각종 운동을 벌이던 일진회의 회계도 맡았다. 김시현은 일진회의 한 축인 송병준과 특히 절친한 관계였다. 1908년 이토 히로부미가 개성을 방문할 때 동행하여 필요한 물품과 경비를 전담하는 등 통감부와도 친밀한 사이를 유지했다. 이듬해에는 역시 한일 병합 찬성 여론을 조성하기 위한 단체인 국민연설회의 간사원을 맡았고, 일진회 회계 자격으로 청원비 10만원을 들고 도일하기도 했다.
1910년 한일 병합 조약이 체결된 뒤 일진회가 해산될 때 해산비 1천원을 받았다. 이 금액은 일진회 부회장 김택현이 받은 금액과 동일한 것으로, 김시현의 일진회 내에서의 위상이 높았음을 시사한다. 1911년 조선농업주식회사 감사역을 맡았다가 그해 사망했다.

## 사후
김시현이 사망한 후 친구 송병준이 그의 재산 관리를 맡았다가 김시현의 부인을 농락하고 재산을 가로챈 일이 있었다. 이 일로 송병준은 소송을 당했는데, 소송 사실이 언론에 보도되는 것을 막기 위해 매수를 꾀하기까지 했다.
1934년 일본의 흑룡회가 설치한 일한합방기념탑에 '합방에 공헌한 동지' 자격으로 탑실 안에 이름이 새겨져 있다.
2006년 친일반민족행위진상규명위원회가 발표한 친일반민족행위 106인 명단에 포함되었다. 2008년 민족문제연구소에서 친일인명사전에 수록하기 위해 정리한 친일인명사전 수록예정자 명단 중 친일단체 부문에도 선정되었다.

## 같이 보기
- 일진회

## 참고자료
- 친일반민족행위진상규명위원회 (2006년 12월). 〈김시현〉 (PDF). 《2006년도 조사보고서 II - 친일반민족행위결정이유서》. 서울. 560~564쪽쪽. 발간등록번호 11-1560010-0000002-10. [깨진 링크(과거 내용 찾기)]